# 威廉斯顿 (南卡罗来纳州)
威廉斯顿（英文：Williamston），是美国南卡罗来纳州下属的一座城市。城市类型是“Town”。其面积大约为3.68平方英里（9.53平方公里）。根据2010年美国人口普查，该市有人口3,934人，人口密度约为每平方 英里1,069.31人（约合每平方公里412.88人）。